# Anna Bergendahl
Anna Bergendahl (Hägersten; 11 de diciembre de 1991) es una cantante sueca que representó a su país en el Festival de la Canción de Eurovisión 2010. Pese a partir como una de las favoritas con 'This Is My life', no consiguió el pase a la final, siendo la única representante sueca en la historia de Eurovisión que no ha conseguido pasar a la final.
Su primera incursión en el mundo de la música tuvo lugar con su participación en el programa de TV4 Super Troupers 2004. Posteriormente participaría en la versión sueca de Idol en el que alcanzaría la cuarta posición.
Tras su paso por este programa, participaría en el concurso Melodifestivalen 2010, en la semifinal llevada a cabo en Malmö con la canción titulada This Is My Life, consiguiendo alcanzar la primera posición y pasar directamente a la final celebrada en Estocolmo. En dicha final conseguiría hacerse con la victoria, convirtiéndose de este modo en la representante sueca en Oslo.
El 21 de abril de 2010 salió a la luz su primer álbum en solitario Yours Sincerely. El 24 de octubre de 2012 lanzó a la venta su segundo álbum de estudio Something to Believe In.
Después de publicar algunos sencillos, trabajó en New York y estudió para convertirse en médico. En 2018, Anna regresó a la música con su nuevo EP We Were Never Meant To Be Heroes del cual se desprenden los sencillos "Vice" "Broken Melody" y "We Were Never Meant To Be Heroes".
Ese mismo año se anunció que Berghendahl volvería al festival sueco, Melodifestivalen, después de 9 años de su victoria. Participó en la primera semifinal que tuvo lugar el 2 de febrero de 2019 en Gotemburgo con la canción "Ashes to Ashes" en donde se clasificó para el "Andra Chansen". La canción fue lanzada al día siguiente alcanzando el puesto #1 en Itunes Suecia en tan sólo unas horas luego de su lanzamiento. El 2 de marzo de 2019 se enfrentó a Andreas Johnson en el duelo Andra Chansen en donde se clasificó para la final que se celebró el 9 de marzo. Quedó en décimo lugar. "Ashes to Ashes" alcanzó el puesto #12 en las listas de Suecia, convirtiéndose en su primera entrada en las listas desde el año 2010. También lanzó los sencillos "Home" y "Speak Love".
En 2020, Anna nuevamente formó parte del Melodifestivalen, ese año participó con la canción "Kingdom Come" en la segunda semifinal celebrada el 8 de febrero en Gotemburgo y se clasificó directamente a la final que se celebró el día 7 de marzo en Estocolmo quedando en el tercer puesto.

## Discografía

### Sencillos

#### Sencillos enIdol 2008
- 2008 – Release me (Live) (#58 en Suecia)
- 2008 – Save up all your tears (#57 en Suecia)
- 2008 – Bleeding love (#60 en Suecia)
- 2008 – Over the rainbow (#53 en Suecia)

#### Sencillos en solitario
- 2010 – This Is My Life (#1 en Suecia y certificado Platino #6 en Noruega #93 en Países Bajos #62 en Suiza)

- 2010 – The Army
- 2012 – Live And Let Go
- 2013 –  I Hate New York
- 2015 –  Business
- 2015 – For You
- 2018 – Vice
- 2018 –  Broken Melody
- 2018 –  We Were Never Meant To Be Heroes
- 2018 –  Raise The Vibe
- 2018 –  Just Another Christmas (Sencillo Navideño)
- 2019 –  Ashes To Ashes (Melodifestivalen 2019 #12 en Suecia y certificado Platino)
- 2019 –  Home
- 2019 – Speak Love
- 2020 – Kingdom Come (Melodifestivalen 2020 #9 en Suecia y certificado Platino)
- 2020 – Thelma and Louise
- 2020 – It Never Snows in California (Sencillo navideño)
- 2021 – Grain of Trust (Temazo)

Colaboraciones
- 2008 –  (I've Had) The Time Of My Life - Con Kevin Borg (#36 en Suecia)
- 2014 –  For You - Con Broiler (#14 en Noruega)

### Álbumes
- Yours Sincerely (2010)
- Something To Believe In (2012)

### EP
- Anna Bergendahl (2012)
- Live From Sandkvie Studio (2015)
- We Were Never Meant To Be Heroes (2018)
- Vera (2020)